# Vigor Lamezia Calcio 1988-1989
Questa voce raccoglie le informazioni riguardanti la Vigor Lamezia Calcio nelle competizioni ufficiali della stagione 1988-1989.

## Rosa
| N. |                   | Ruolo | Calciatore               |
| -- | ----------------- | ----- | ------------------------ |
|    | Italia (bandiera) | D     | Marcello Chiricallo (II) |
|    | Italia (bandiera) | C     | Andre Ciaramella         |
|    | Italia (bandiera) | C     | Maurizio Conte           |
|    | Italia (bandiera) | A     | Enrico Croce             |
|    | Italia (bandiera) | C     | Francesco De Luca        |
|    | Italia (bandiera) | D     | Francesco Di Vincenzo    |
|    | Italia (bandiera) | D     | Luigi Fiore              |
|    | Italia (bandiera) | D     | Antonio Gatto            |
|    | Italia (bandiera) | A     | Giovanni Giampà          |
|    | Italia (bandiera) | C     | Francesco Gigliotti      |
|    | Italia (bandiera) | C     | Giuseppe Gullotta        |

| N. |                   | Ruolo | Calciatore          |
| -- | ----------------- | ----- | ------------------- |
|    | Italia (bandiera) | D     | Germano Iannella    |
|    | Italia (bandiera) | D     | Ottavio Marcone     |
|    | Italia (bandiera) | D     | Salvatore Matrecano |
|    | Italia (bandiera) | C     | Santo Minisi        |
|    | Italia (bandiera) | C     | Stefano Papiri      |
|    | Italia (bandiera) | P     | Domenico Perri      |
|    | Italia (bandiera) | C     | Enrico Russo        |
|    | Italia (bandiera) | D     | Giacomo Russo       |
|    | Italia (bandiera) | A     | Diego Spinella      |
|    | Italia (bandiera) | P     | Domenico Torre      |